# Parafia Świętych Apostołów Piotra i Pawła w Starym Majdanie
Parafia Świętych Apostołów Piotra i Pawła w Starym Majdanie – parafia należąca do dekanatu Biłgoraj - Południe diecezji zamojsko-lubaczowskiej. Została utworzona w 1919. Mieści się w Starym Majdanie. Prowadzą ją księża diecezjalni.
Na obszarze parafii leżą miejscowości: Majdan Stary, Nowy Majdan, Nowy Lipowiec, Stary Lipowiec, Cegielnia-Markowicze, Gliny, Smólsko Duże, Rogale, Zanie i Zynie.